# Iwan Lutschyzkyj

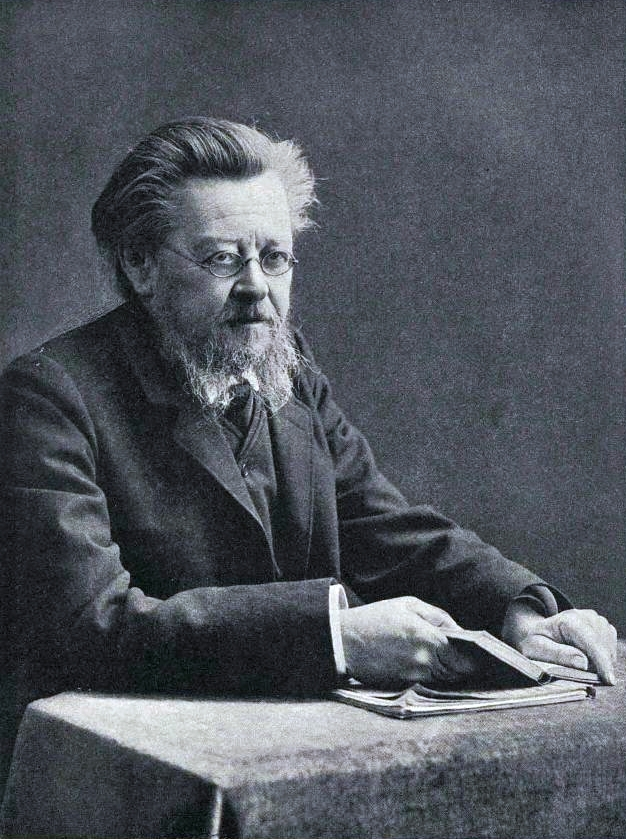
Iwan Lutschyzkyj 1910

Iwan Wassyljowytsch Lutschyzkyj (ukrainisch Іван Васильович Лучицький, russisch Иван Васильевич Лучицкий Iwan Wassiljewitsch Lutschizki; * 2. Junijul. / 14. Juni 1845greg. in Kamjanez-Podilskyj, Gouvernement Podolien, Russisches Kaiserreich; † 22. August 1918 in Kiew, Ukrainischer Staat) war ein ukrainischer und russischer Historiker.

## Leben
Iwan Lutschyzkyj studierte zwischen 1862 und 1866 an der historisch-philologischen Fakultät der St.-Wladimir-Universität in Kiew, an der er 1874 zum Assistenzprofessor gewählt wurde. Nachdem er 1877 seine Doktorarbeit an der Universität in Kasan zu dem Thema Katholische Liga und Calvinisten in Frankreich verteidigte, lehrte er zwischen 1877 und 1903 als Professor für Geschichte an der Universität Kiew, an der unter anderem Mykola Wassylenko einer seiner Studenten war. Von 1879 bis 1889 sowie 1904 und 1905 lehrte er zudem am Kiewer Gymnasium für Frauen (Київські вищі жіночі курси).
Von 1894 an reiste er regelmäßig nach Frankreich, um dort in Archiven zu forschen.
Lutschyzkyj war Mitglied der Alten Hromada von Kiew und einer der Mitbegründer der Ukrainischen Wissenschaftlichen Gesellschaft (Українське наукове товариство) in Kiew.
Außerdem war er Mitarbeiter der Zeitung Kiewskaja staryna (Кіевская старина).
Lutschyzkyj arbeitete in der Semstwo-Regierung des Gouvernement Poltawa und war von 1907 bis 1912 Stadtratsmitglied in Kiew. Nachdem er 1908 zum Mitglied der 3. Staatsduma gewählt wurde, zog er nach Sankt Petersburg. Dort wurde er im gleichen Jahr Professor an der Höheren Lehranstalt für Frauen und korrespondierendes Mitglied der Sankt Petersburger Kaiserlichen Akademie der Wissenschaften.
Lutschyzkyj war verheiratet und Vater von zwei Söhnen und einer Tochter. Sein Sohn Wladimir Iwanowitsch Lutschizki und sein Enkel Igor Wladimirowitsch Lutschizki waren Geologen, während die Urenkelin Swetlana Igorewna Lutschizkaja Historikerin wurde. Laut den meisten Quellen starb Lutschyzkyj 73-jährig in Kiew, lediglich die Enzyklopädie der Geschichte der Ukraine schreibt, dass er auf seiner eigenen Datscha im Dorf Kawraj (Каврай), dem heutigen Staryj Kowraj (Старий Коврай) bei Tschornobaj in der ukrainischen Oblast Tscherkassy verstarb.

## Werk
Lutschyzkyjs Hauptwerke betrafen die sozioökonomische und kulturreligiöse Geschichte. Sein Studium der ukrainischen Bauernschaft gilt als Standard auf diesem Gebiet. Als Historiker erlangte er Bekanntheit über Russland hinaus, vor allem in Frankreich, da zahlreiche seiner Werke und Dokumente auch in französischer Sprache veröffentlicht wurden.

## Ehrungen
- 1910 Ehrendoktor der Universität von Glasgow[1]